# Niñas mal (série télévisée)
Niñas mal est une telenovela pour adolescents colombienne diffusée en 2010 par MTV Amérique latine. Elle est adaptée du film homonyme (es).

## Distribution

### Rôles principaux
- Isabel Burr : Adela Huerta Alba
- Carmen Aub : Greta Domeneschi Wurtz
- Jéssica Sanjuán : Nina Sandoval Burgos

### Rôles secondaires
- Carlos Arturo Buelvas : Ignacio Paternain, dit Nacho
- Ana María Aguilera : Pía Montoya Cárdenas
- Maria Teresa Barreto : Marisa Ornelas de la Torre
- Carlos Torres : Enrique Linares, dit Kike
- José Julián Gaviria : Agustin Linares, dit Tin
- Diana Quijano : Hilda Macarena de la Fuente, dite Maca
- Patricia Bermudez : Valentina Rubiales Hinojosa
- Julian Caicedo : Fatu
- Viviana Serna Ramirez
- Daniel Tovar : José de Jesus, dit Piti
- Jaime Andrés Motta : Carlos, dit Carlucho
- Jim Muñoz : Nicolas, dit Nico
- José Restrepo : Rafael Sandoval, dit Rafa
- María Eugenia Penagos : Teodora Márquez, dit Teo
- Emerson Rodríguez : Emiliano Bustamante
- Ricardo Polanco : Axl
- Carlos Posada : Martín Huerta, père d'Adela
- Maia Landaburu : Ingrid Domenechi Wurtz
- Santiago Bejarano : père de Kike
- Rosemary Bohórquez : mère de Nina
- Paola Cano : Lucy
- Caleb Casas : Edward Sotomayor Alba
- Santiago Cepeda : Luis
- Sara Cobo
- Carmenza Cossio : mère de Kike
- Christian De Dios	: psychologue de Nina
- Ana María Kámper : mère de Greta
- Carolina López : amie de Greta
- Karla Ramírez : mère de Pia
- Martha Liliana Ruíz : mère de Marisa
- Martha Silva : mère de Valentina
- Juan Diego Sánchez : Carlos
- Laura Torres : Ana Molinali

### Sources
- (es) Cet article est partiellement ou en totalité issu de l’article de Wikipédia en espagnol intitulé « Niñas mal (telenovela) » (voir la liste des auteurs).

- (it) Cet article est partiellement ou en totalité issu de l’article de Wikipédia en italien intitulé « Niñas mal » (voir la liste des auteurs).